# Vijoličevke
Vijoličevke (znanstveno ime Violaceae) so družina zeli iz redu Malpighiales.

## Opis
Cvetovi vijoličevk so grajeni na dva načina; primer prvega je vrtna mačeha, primer drugega pa dišeča vijolica. Pri slednjih je prednji venčni list na zadnjem delu podaljšan v ostrogo, na vsaki strani pa ga objema po en venčni list. Ostala dva venčna lista imata krilca pomaknjena nekoliko nazaj.
Pri vrtni mačehi se za razliko prednji venčni list spušča iz cvetnega vhoda navzdol, drugi štirje pa se nad njim dvigujejo navzgor.
Plodnico pri vijoličevkah sestavljajo po trije plodni listi, med katerimi je po pet prašnikov s kratkimi stebriči. Do njih so na venčnih listih speljani potokazi v drugačni barvi kot so venčni listi.